# Кинич-Татбу-Холь I
Кинич-Татбу-Холь I («Опаляющий ... Череп») — правитель Пачанского царства со столицей в Яшчилане.

## Биография
Дата воцарения Кинич-Татбу-Холя I неизвестна. Он является преемником 5-го царя Яшчилана.
В начале V века состоялась война между Пачаном и царством Аке (Бонампак), где Кинич-Татбу-Холь I взял в плен Яшун-Балама, царя Аке. В письменных источниках и по мнению ряда исследований Яшун-Балам является первым царём и основателем правящей династии в Аке.
Преемником Кинич-Татбу-Холя I стал Хацом-Холь.